# Лютова, Ксения Владимировна
Ксения Владимировна Лютова (девичья фамилия — Цветкова) (25 октября 1928, Ленинград, СССР — 2005, там же, РФ) — советский и российский библиограф, библиографовед, библиотечный деятель и редактор.

## Биография
Родилась 25 октября 1928 года в Ленинграде. После окончания средней школы в 1946 году поступила на филологический факультет ЛГУ, который окончила в 1951 году и поступила на аспирантуру ЛГИКа, которую  окончила в 1964 году. Будучи студенткой аспирантуры, в 1951 году была принята на работу в БАН и проработала вплоть до 1961 года. По окончании аспирантуры работала в БАН вплоть до 1975 года. Создала специальный курс Общая иностранная библиография, который посвящён национальной библиографии стран Азии и Африки.
Скончалась в 2005 году в Санкт-Петербурге.

## Научные работы
Автор около 100 научных работ.
- Организовывала книжно-иллюстрированные выставки в СССР и за рубежом, за что в 1983 году была отмечена Золотой медалью ВДНХ.